# IC 2893
IC 2893 ist ein interagierendes Galaxienpaar im Sternbild Löwe an der Ekliptik. Sie ist schätzungsweise 265 Millionen Lichtjahre von der Milchstraße entfernt.
Das Objekt wurde am 27. März 1906 von Max Wolf entdeckt.